# Dubovce
Dubovce ist eine Gemeinde im Westen der Slowakei mit 623 Einwohnern (Stand 31. Dezember 2024), die zum Okres Skalica, einem Kreis des Trnavský kraj, gehört und in der traditionellen Landschaft Záhorie liegt.

## Geographie
Die Gemeinde befindet sich am Nordrand des Hügellands Chvojnická pahorkatina im Tal des Flüsschens Chvojnica. Das Ortszentrum liegt auf einer Höhe von 211 m n.m. und ist viereinhalb Kilometer von Skalica entfernt.
Nachbargemeinden sind Radošovce im Norden und Osten, Radimov im Süden und Popudinské Močidľany im Westen.

## Geschichte

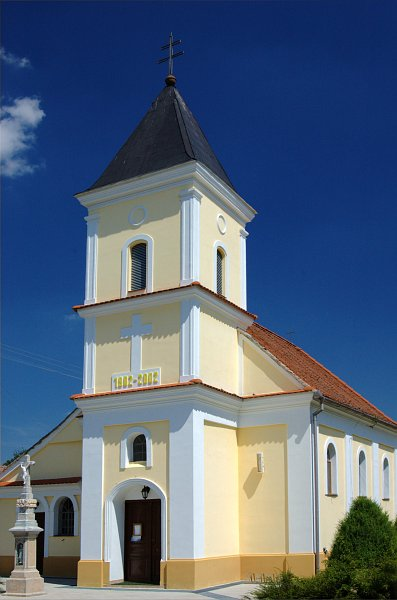
Kirche im Ortsteil Vidovany

Die heutige Gemeinde Dubovce entstand 1954 durch Zusammenschluss der Orte Vidovany (ungarisch Vidovány – bis 1907 Vidován) und Vlčkovany (ungarisch Farkashely – bis 1907 Vlcskován) und erhielt den Namen nach dem südlich der beiden Teilorte gelegenen Eichenwald.
Die beiden Orte wurden zum ersten Mal 1392 als Wydowan beziehungsweise Wolchkfalwa schriftlich erwähnt.

## Bevölkerung
| Jahr                | 1994 | 2004    | 2014    | 2024    |
| ------------------- | ---- | ------- | ------- | ------- |
| Anzahl der Personen | 655  | 675     | 639     | 623     |
| Unterschied         |      | +3,05 % | −5,33 % | −2,50 % |

| Jahr                | 2023 | 2024    |
| ------------------- | ---- | ------- |
| Anzahl der Personen | 621  | 623     |
| Unterschied         |      | +0,32 % |

Nach der Volkszählung 2011 wohnten in Dubovce 654 Einwohner, davon 611 Slowaken, drei Roma, zwei Tschechen sowie jeweils ein Magyare und Pole. 36 Einwohner machten diesbezüglich keine Angabe. 546 Einwohner bekannten sich zur römisch-katholischen Kirche, drei Einwohner zur Evangelischen Kirche A. B. sowie jeweils ein Einwohner zur evangelisch-methodistischen Kirche und zur griechisch-katholischen Kirche. 57 Einwohner waren konfessionslos und bei 46 Einwohnern wurde die Konfession nicht ermittelt.

## Bauwerke
- Römisch-katholische Sophienkirche aus den Jahren 1866–68 in Vlčkovany
- Römisch-katholische Antoniuskirche aus dem Jahr 1902 in Vidovany